# Овчаренко Віктор Іванович
Віктор Іванович Овчаренко (нар. 5 лютого 1943, м. Мелекесс, Ульяновська область — †5 травня 2009, Москва) — російський філософ, соціолог, історик та психолог. Доктор філософських наук (1996), професор (1997), академік Російської академії природничих наук (1997), академік Академії гуманітарних досліджень (1998), академік Академії педагогічних та соціальних наук (2000), Почесний член Російського психоаналітичного товариства (1995).
Член редколегій журналів «Вісник психоаналізу», «Психоаналітичний вісник» та ін. Предтеча (спільно з В'ячеславом Стьопіним) Мінської філософської школи «Гуманітарна енциклопедія». Один з творців сучасної білоруської соціології.
Автор монографій, наукових і науково-популярних книг і статей в енциклопедичних виданнях, присвячених психоаналізу, соціології та сучасної філософії.